# Ywa Zin
Ywa Zin ist ein Dorf im Khin-U Township in der Sagaing-Region des Landes Burma.
Das Dorf besteht aus 1200 Häusern in welchen etwa 10.000 Menschen leben. Zum größten Teil handelt es sich dabei um Bauern, welche Reis, Zuckerrohr sowie Bohnen und Sesam anbauen. Im südlichen Teil des Dorfes befinden sich eine Schule sowie ein Krankenhaus. Darüber hinaus gibt es sieben buddhistische Klöster.